# Mateusz Wrazidło
Mateusz Wrazidło (ur. 1993 w Rydułtowach) - inżynier, badacz, podróżnik i fotograf specjalizujący się w biogeografii Wyżyny Gujańskiej. Członek rzeczywisty The Explorers Club w Nowym Jorku oraz Królewskiego Towarzystwa Geograficznego (ang. Royal Geographical Society) w Londynie.

## Życiorys
Uzyskał tytuł magistra inżyniera na Wydziale Mechanicznym-Technologicznym Politechniki Śląskiej w Gliwicach w 2017 roku, w czerwcu 2023 roku nagrodzony tytułem wybitnego absolwenta Wydziału. Specjalizuje się w tematyce biogeografii Wyżyny Gujańskiej, w szczególności w endemicznej roślinności wyżynnej oraz górskiej charakterystycznych dla tego regionu gór stołowych tepui. Współorganizator i uczestnik licznych ekspedycji botanicznych i fotograficznych, m.in. w Gujanie, Wenezueli, Kolumbii czy na Svalbardzie. 
Autor publikacji naukowych oraz popularnonaukowych. Swoje teksty oraz fotografie publikował m.in. w takich czasopismach jak National Geographic Polska lub Geographical. Prowadzi wykłady, prelekcje oraz prezentacje w kraju oraz za granicą.
W 2020 roku we współpracy z Eric'iem Hágsater opisał nowy gatunek storczyka z Wyżyny Gujańskiej, któremu nadano nazwę zaczerpniętą z języka społeczności rdzennej Pemón Arekuna - Epidendrum katarun-yariku. W styczniu 2019 roku współorganizował wyprawę na płaskowyż Waukauyengtipu w Regionie 7 (Cuyuni-Mazaruni) w Gujanie, podczas której wykazano nieścisłości w nomenklaturze geograficznej w publikacjach dotyczących miejscowych masywów górskich.
Laureat nagrody Kolos w kategorii Podróże za rok 2021 - "za wrażliwość i empatię wobec lokalnej społeczności oraz wytrwałość i rzetelność podczas dokumentacji Tepui w Gujanie uwieńczonej publikacją badań naukowych". W 2023 roku członek rady festiwalu Kolosy w Gdyni.
Jest Ślązakiem, w swojej działalności odwołuje się do doświadczeń swojego dziedzictwa kulturowego w odniesieniu do swojego stosunku do społeczności rdzennych i grup etnicznych, z którymi współpracuje w trakcie wypraw. Część wystąpień publicznych prowadzi po śląsku.